# Llista de monuments de Lloret de Mar
Llista de monuments de Lloret de Mar inclosos en l'Inventari del Patrimoni Arquitectònic Català per al municipi de Lloret de Mar (Selva). Inclou els inscrits en el Registre de Béns Culturals d'Interès Nacional (BCIN) amb la classificació de monument històric i jardí històric, els Béns Culturals d'Interès Local (BCIL) de caràcter immoble i la resta de béns arquitectònics integrants del patrimoni cultural català.
| Monument | Protecció    | Estil/època                                                     | Localització                                                           | Coordenades                                          | Codi?         | Imatge |
| --- | ------------ | --------------------------------------------------------------- | ---------------------------------------------------------------------- | ---------------------------------------------------- | ------------- | --- |
| Castell de Sant Joan de Lloret de Mar | BCIN 1002-MH | Romànic XI, XV, XVI, XVIII, XIX, XX, XXI                        | Lloret de Mar Camí del Castell de Sant Joan                            | 41° 41′ 38″ N, 2° 50′ 21″ E / 41.693838°N,2.839267°E | RI-51-0005943 | Castell de Sant Joan de Lloret (Lloret de Mar) · Vegeu més fotos d'aquest monument · Carregueu una nova foto d'aquest monument                            |
| Can Grassot, Torre contra la pirateria, o Can Sensio, Torre de defensa                                                                                  | BCIN 1836-MH | Eclecticisme XV, XVI, XX Mitjan                                 | Lloret de Mar C. Josep Maria Coll i Rodes, 2-4                         | 41° 41′ 56″ N, 2° 50′ 45″ E / 41.698846°N,2.845696°E | RI-51-0005944 | Can Grassot (Lloret de Mar) · Vegeu més fotos d'aquest monument · Carregueu una nova foto d'aquest monument                                               |
| Jardins de Santa Clotilde, o Casa Roviralta | BCIN 1937-JH | Noucentisme XX Inici                                            | Lloret de Mar                                                          | 41° 41′ 28″ N, 2° 49′ 34″ E / 41.69106°N,2.82618°E   | RI-52-0000048 | Jardins de Santa Clotilde (Lloret de Mar) · Vegeu més fotos d'aquest monument · Carregueu una nova foto d'aquest monument                                 |
| Església de Sant Romà i Capella del Santíssim o Sant Romà de Lloret                                                                                     | BCIL 2021    | Gòtic, modernisme Bonaventura Conill i Montobbio XVI, XX (1917) | Lloret de Mar Pl. de l'Església                                        | 41° 41′ 59″ N, 2° 50′ 51″ E / 41.6996°N,2.84752°E    | IPA-26789     | Església de Sant Romà i Capella del Santíssim (Lloret de Mar) · Vegeu més fotos d'aquest monument · Carregueu una nova foto d'aquest monument             |
| Rectoria, Escoles Parroquials | BCIL 2021    | Modernisme XX (1920)                                            | Lloret de Mar C. Miquel Ferrer - pl. de l'Església                     | 41° 42′ 00″ N, 2° 50′ 51″ E / 41.69989°N,2.84748°E   | IPA-26790     | Rectoria (Lloret de Mar) · Vegeu més fotos d'aquest monument · Carregueu una nova foto d'aquest monument                                                  |
| Casa de la Vila de Lloret de Mar | BCIL 2021    | Neoclassicisme XIX Final, XX Final                              | Lloret de Mar Pl. de la Vila, 1                                        | 41° 41′ 55″ N, 2° 50′ 52″ E / 41.69853°N,2.84764°E   | IPA-26792     | Casa de la Vila (Lloret de Mar) · Vegeu més fotos d'aquest monument · Carregueu una nova foto d'aquest monument                                           |
| El Liceu, Casa Durall | BCIL 2021    | Eclecticisme, neoclassicisme XIX, XXI                           | Lloret de Mar C. Enric Prat de la Riba, 8                              | 41° 41′ 55″ N, 2° 50′ 49″ E / 41.69861°N,2.84689°E   | IPA-26793     | El Liceu (Lloret de Mar) · Vegeu més fotos d'aquest monument · Carregueu una nova foto d'aquest monument                                                  |
| Can Grau |              | Obra popular XVIII                                              | Lloret de Mar C. Sant Romà, 16-18                                      | 41° 41′ 57″ N, 2° 50′ 47″ E / 41.69912°N,2.84627°E   | IPA-26796     | Can Grau (Lloret de Mar) · Vegeu més fotos d'aquest monument · Carregueu una nova foto d'aquest monument                                                  |
| Casa Marlés, Pabordia Nova | BCIL 2021    | Obra popular XVI, XX Mitjan, XXI Inici                          | Lloret de Mar C. Sant Romà, 2                                          | 41° 41′ 58″ N, 2° 50′ 49″ E / 41.69948°N,2.84701°E   | IPA-26797     | Casa Marlés (Lloret de Mar) · Vegeu més fotos d'aquest monument · Carregueu una nova foto d'aquest monument                                               |
| Casa Garriga, Museu del Mar, Can Verdaguer, Centre Cultural Verdaguer                                                                                   | BCIL 2021    | Eclecticisme XIX (1887)                                         | Lloret de Mar Pg. Verdaguer - pg. Camprodon i Arrieta, 1-2             | 41° 41′ 58″ N, 2° 51′ 03″ E / 41.69956°N,2.85073°E   | IPA-26798     | Casa Garriga (Lloret de Mar) · Vegeu més fotos d'aquest monument · Carregueu una nova foto d'aquest monument                                              |
| Casa Cabanyes, o Casa Agustí Cabañas | BCIL 2021    | Eclecticisme XX Inici                                           | Lloret de Mar C. Agustí Cabañas, 3                                     | 41° 42′ 00″ N, 2° 50′ 52″ E / 41.70005°N,2.84788°E   | IPA-26800     | Casa Cabanyes (Lloret de Mar) · Vegeu més fotos d'aquest monument · Carregueu una nova foto d'aquest monument                                             |
| Antic Cinema Modern |              | Modernisme XX (1915)                                            | Lloret de Mar Pl. del Carme, 6 - c. de l'Hospital Vell, 18             | 41° 41′ 57″ N, 2° 50′ 45″ E / 41.69906°N,2.84585°E   | IPA-26801     | Antic Cinema Modern (Lloret de Mar) · Vegeu més fotos d'aquest monument · Carregueu una nova foto d'aquest monument                                       |
| Passeig Mossèn Cinto Verdaguer, o Passeig Verdaguer |              | Obra popular XIX Final                                          | Lloret de Mar Pg. Verdaguer                                            | 41° 41′ 56″ N, 2° 50′ 57″ E / 41.699°N,2.84916°E     | IPA-26802     | Passeig Mossèn Cinto Verdaguer (Lloret de Mar) · Vegeu més fotos d'aquest monument · Carregueu una nova foto d'aquest monument                            |
| Cementiri Municipal de Lloret de Mar | BCIL 2021    | Modernisme, noucentisme XIX Final, XX, XXI                      | Lloret de Mar Camí del Repòs                                           | 41° 42′ 06″ N, 2° 50′ 10″ E / 41.70175°N,2.83621°E   | IPA-26803     | Cementiri Municipal (Lloret de Mar) · Vegeu més fotos d'aquest monument · Carregueu una nova foto d'aquest monument                                       |
| Ermita de Sant Quirze, Sant Quirze de Lloret | BCIL 2021    | Obra popular XI-XVIII                                           | Lloret de Mar Paratge de Sant Quirze                                   | 41° 42′ 10″ N, 2° 50′ 00″ E / 41.70286°N,2.83325°E   | IPA-26804     | Ermita de Sant Quirze (Lloret de Mar) · Vegeu més fotos d'aquest monument · Carregueu una nova foto d'aquest monument                                     |
| Castell d'en Plaja | BCIL 2021    | Historicisme XX (1940)                                          | Lloret de Mar Pg. de sa Caleta                                         | 41° 41′ 58″ N, 2° 51′ 35″ E / 41.69931°N,2.85965°E   | IPA-26805     | Castell d'en Plaja (Lloret de Mar) · Vegeu més fotos d'aquest monument · Carregueu una nova foto d'aquest monument                                        |
| Monument a l'Òpera Marina |              | Moviment modern XX                                              | Lloret de Mar Pg. de sa Caleta - Mirador de Mallorca                   | 41° 41′ 59″ N, 2° 51′ 30″ E / 41.69979°N,2.85827°E   | IPA-26806     | Monument a l'Òpera Marina (Lloret de Mar) · Vegeu més fotos d'aquest monument · Carregueu una nova foto d'aquest monument                                 |
| Monument a la Sardana |              | Moviment modern XX                                              | Lloret de Mar Pl. de la Sardana                                        | 41° 42′ 02″ N, 2° 51′ 20″ E / 41.70049°N,2.85552°E   | IPA-26807     | Monument a la Sardana (Lloret de Mar) · Vegeu més fotos d'aquest monument · Carregueu una nova foto d'aquest monument                                     |
| Pabordia Vella, Hostal Bella Dolores, Cal Drapaire de la Plaça                                                                                          | BCIL 2021    | Obra popular XVI-XX                                             | Lloret de Mar Pl. d'Espanya, 5                                         | 41° 41′ 55″ N, 2° 50′ 47″ E / 41.69848°N,2.84629°E   | IPA-26808     | Pabordia Vella (Lloret de Mar) · Vegeu més fotos d'aquest monument · Carregueu una nova foto d'aquest monument                                            |
| Can Font, Can Comadran, Cal Conde, Can Piuet | BCIL 2021    | Modernisme, neoclassicisme 1877, 1903                           | Lloret de Mar C. Sant Carles, 16-18                                    | 41° 42′ 02″ N, 2° 50′ 48″ E / 41.70054°N,2.8468°E    | IPA-26809     | Can Font (Lloret de Mar) · Vegeu més fotos d'aquest monument · Carregueu una nova foto d'aquest monument                                                  |
| Monument a la Dona Marinera, o Venus de Lloret |              | Obra popular XX Mitjan                                          | Lloret de Mar Pg. Manel Bernat                                         | 41° 41′ 43″ N, 2° 50′ 41″ E / 41.695251°N,2.844839°E | IPA-26810     | Monument a la Dona Marinera (Lloret de Mar) · Vegeu més fotos d'aquest monument · Carregueu una nova foto d'aquest monument                               |
| Hotel Guitart Rosa, o Can Guillemet |              | Eclecticisme XX Mitjan                                          | Lloret de Mar C. Sant Pere, 67                                         | 41° 42′ 07″ N, 2° 50′ 43″ E / 41.7019°N,2.84528°E    | IPA-26811     | Hotel Guitart Rosa (Lloret de Mar) · Vegeu més fotos d'aquest monument · Carregueu una nova foto d'aquest monument                                        |
| Casa Ramon | BCIL 2021    | Obra popular XVI, XX                                            | Lloret de Mar C. Sant Martí, 14-16                                     | 41° 41′ 55″ N, 2° 50′ 46″ E / 41.69861°N,2.84613°E   | IPA-26812     | Casa Ramon (Lloret de Mar) · Vegeu més fotos d'aquest monument · Carregueu una nova foto d'aquest monument                                                |
| Can Lluhí | BCIL 2021    | Historicisme 1900                                               | Lloret de Mar C. Sant Pere, 64                                         | 41° 42′ 06″ N, 2° 50′ 44″ E / 41.70158°N,2.84565°E   | IPA-26813     | Can Lluhí (Lloret de Mar) · Vegeu més fotos d'aquest monument · Carregueu una nova foto d'aquest monument                                                 |
| Torre Esteve, Hotel Roger de Flor | BCIL 2021    | Moviment modern, eclecticisme XX, XXI                           | Lloret de Mar C. Turó de l'Estelat                                     | 41° 42′ 06″ N, 2° 51′ 12″ E / 41.7017°N,2.85336°E    | IPA-26815     | Torre Esteve (Lloret de Mar) · Vegeu més fotos d'aquest monument · Carregueu una nova foto d'aquest monument                                              |
| Oratori de Santa Cristina |              | Eclecticisme, obra popular XX                                   | Lloret de Mar Camí de Santa Cristina                                   | 41° 41′ 22″ N, 2° 48′ 48″ E / 41.68935°N,2.81325°E   | IPA-26817     | Oratori de Santa Cristina (Lloret de Mar) · Vegeu més fotos d'aquest monument · Carregueu una nova foto d'aquest monument                                 |
| Ermita de Santa Cristina | BCIL 2021    | Barroc XVIII, XXI                                               | Lloret de Mar Camí de Santa Cristina, 10                               | 41° 41′ 16″ N, 2° 48′ 59″ E / 41.68764°N,2.81627°E   | IPA-26818     | Ermita de Santa Cristina (Lloret de Mar) · Vegeu més fotos d'aquest monument · Carregueu una nova foto d'aquest monument                                  |
| Ermita de les Alegries, Santuari de la Mare de Déu de les Alegries, Església Vella, la Mare de Déu Antiga, Santa Maria de Lloret, Nostra Senyora l'Alou | BCIL 2021    | Romànic, obra popular XI, XVIII, XX                             | Lloret de Mar Paratge de les Alegries                                  | 41° 43′ 03″ N, 2° 49′ 46″ E / 41.71749°N,2.82954°E   | IPA-26820     | Ermita de les Alegries (Lloret de Mar) · Vegeu més fotos d'aquest monument · Carregueu una nova foto d'aquest monument                                    |
| Casetes de l'Àngel del conjunt monumental Sant Pere del Bosc                                                                                            | BCIL 2021    | Modernisme XX Inici                                             | Lloret de Mar Paratge Sant Pere del Bosc                               | 41° 42′ 43″ N, 2° 48′ 37″ E / 41.71207°N,2.81023°E   | IPA-26821     | Casetes de l'Àngel (Lloret de Mar) · Vegeu més fotos d'aquest monument · Carregueu una nova foto d'aquest monument                                        |
| Monument a l'Àngel del conjunt monumental Sant Pere del Bosc                                                                                            | BCIL 2021    | Modernisme 1904                                                 | Lloret de Mar Camí de Sant Pere del Bosc, turó de ses Pedres Lluïdores | 41° 42′ 41″ N, 2° 48′ 43″ E / 41.71134°N,2.81206°E   | IPA-26822     | Monument a l'Àngel (Lloret de Mar) · Vegeu més fotos d'aquest monument · Carregueu una nova foto d'aquest monument                                        |
| Capella de la Mare de Déu de Gràcia del conjunt monumental Sant Pere del Bosc, capella-pedró, Mare de Déu de les Creus                                  | BCIL 2021    | Modernisme XIX (1898)                                           | Lloret de Mar Camí de Sant Pere del Bosc                               | 41° 42′ 34″ N, 2° 47′ 57″ E / 41.70953°N,2.79921°E   | IPA-26823     | Capella de la Mare de Déu de Gràcia (Lloret de Mar) · Vegeu més fotos d'aquest monument · Carregueu una nova foto d'aquest monument                       |
| Creu de terme del Camí del conjunt monumental Sant Pere del Bosc                                                                                        | BCIL 2021    | Modernisme 1898                                                 | Lloret de Mar Camí de Sant Pere del Bosc                               | 41° 42′ 37″ N, 2° 47′ 36″ E / 41.71032°N,2.79336°E   | IPA-26824     | Creu de terme del Camí (Lloret de Mar) · Vegeu més fotos d'aquest monument · Carregueu una nova foto d'aquest monument                                    |
| Santuari i Asil del conjunt monumental Sant Pere del Bosc, o Sant Pere Salou, casa, santuari i asil                                                     | BCIL 2021    | Eclecticisme XIX Final                                          | Lloret de Mar Paratge Sant Pere del Bosc                               | 41° 42′ 43″ N, 2° 47′ 26″ E / 41.7119°N,2.79059°E    | IPA-26825     | Santuari i Asil del conjunt monumental Sant Pere del Bosc (Lloret de Mar) · Vegeu més fotos d'aquest monument · Carregueu una nova foto d'aquest monument |
| Monument a Nicolau Font, o Monument del Conde de Jaruco                                                                                                 |              | Modernisme, obra popular XX Inici                               | Lloret de Mar Sant Pere del Bosc                                       | 41° 42′ 42″ N, 2° 47′ 25″ E / 41.71162°N,2.79031°E   | IPA-26827     | Monument a Nicolau Font (Lloret de Mar) · Vegeu més fotos d'aquest monument · Carregueu una nova foto d'aquest monument                                   |
| Cafè Latino | BCIL 2021    | Obra popular XVII, XX Mitjan, XXI                               | Lloret de Mar Rbla. Romà Barnés, 10                                    | 41° 41′ 54″ N, 2° 50′ 45″ E / 41.69821°N,2.84575°E   | IPA-34032     | Cafè Latino (Lloret de Mar) · Vegeu més fotos d'aquest monument · Carregueu una nova foto d'aquest monument                                               |
| Can Sabata | BCIL 2021    | Obra popular XVI, XX Final                                      | Lloret de Mar Camí de l'Àngel, 8                                       | 41° 42′ 06″ N, 2° 50′ 17″ E / 41.70158°N,2.83818°E   | IPA-34033     | Can Sabata (Lloret de Mar) · Vegeu més fotos d'aquest monument · Carregueu una nova foto d'aquest monument                                                |
| Habitatge al carrer Sénia del Barral, 11 |              | Obra popular XVIII, XX Mitjan                                   | Lloret de Mar C. Sénia del Barral, 11 (Enderrocat)                     | 41° 42′ 01″ N, 2° 51′ 06″ E / 41.70038°N,2.8517°E    | IPA-34034     | Carregueu una nova foto d'aquest monument |
| Antic Escorxador Municipal, el Puntet | BCIL 2021    | Moviment modern XX                                              | Lloret de Mar Av. de Vidreres, 58                                      | 41° 42′ 18″ N, 2° 50′ 33″ E / 41.70509°N,2.84253°E   | IPA-34035     | Antic Escorxador Municipal (Lloret de Mar) · Vegeu més fotos d'aquest monument · Carregueu una nova foto d'aquest monument                                |
| Can Saragossa, Can Xardó | BCIL 2021    | Historicisme neogòtic XX, XXI                                   | Lloret de Mar Av. de la Vila de Tossa                                  | 41° 42′ 16″ N, 2° 50′ 47″ E / 41.70447°N,2.84632°E   | IPA-34036     | Can Saragossa (Lloret de Mar) · Vegeu més fotos d'aquest monument · Carregueu una nova foto d'aquest monument                                             |
| Casa Armengol, Casa Anzizu, Casa Rodés o els Garrofers                                                                                                  |              | Noucentisme XX, XXI Inici                                       | Lloret de Mar Barri les Pegueres, c. Costa de Josep Macià Roca, 8      | 41° 42′ 07″ N, 2° 51′ 28″ E / 41.70186°N,2.85764°E   | IPA-34038     | Casa Armengol (Lloret de Mar) · Vegeu més fotos d'aquest monument · Carregueu una nova foto d'aquest monument                                             |
| Capella dels Sants Metges | BCIL 2021    | Obra popular XV, XIX, XX                                        | Lloret de Mar C. de l'Hospital Vell, 16                                | 41° 41′ 57″ N, 2° 50′ 46″ E / 41.69915°N,2.846°E     | IPA-34040     | Capella dels Sants Metges (Lloret de Mar) · Vegeu més fotos d'aquest monument · Carregueu una nova foto d'aquest monument                                 |
| Casa Barnés, Xalet Rosa, Col·legi de la Immaculada Concepció, Col·legi Hispano-Francès                                                                  | BCIL 2021    | Historicisme XIX Final, XX                                      | Lloret de Mar C. Rector Jaume Felip i Gibert                           | 41° 42′ 13″ N, 2° 50′ 49″ E / 41.70356°N,2.84697°E   | IPA-34041     | Casa Barnés (Lloret de Mar) · Vegeu més fotos d'aquest monument · Carregueu una nova foto d'aquest monument                                               |
| Can Buc, Can Guinart, Can Brugueroles | BCIL 2021    | Obra popular XVIII-XIX                                          | Lloret de Mar Av. del Rieral, paratge Can Guinart                      | 41° 42′ 24″ N, 2° 50′ 13″ E / 41.70654°N,2.83693°E   | IPA-34042     | Can Buc (Lloret de Mar) · Vegeu més fotos d'aquest monument · Carregueu una nova foto d'aquest monument                                                   |
| Habitatge gòtic al carrer Santa Cristina, 16 | BCIL 2021    | Obra popular XVI-XX                                             | Lloret de Mar C. Santa Cristina, 16                                    | 41° 41′ 54″ N, 2° 50′ 43″ E / 41.69845°N,2.84536°E   | IPA-34043     | Habitatge gòtic al carrer Santa Cristina, 16 (Lloret de Mar) · Vegeu més fotos d'aquest monument · Carregueu una nova foto d'aquest monument              |
| Barraques agrícoles, o barraques de vinya |              | Obra popular XIX                                                | Lloret de Mar Fenals, entre sa Boadella i Cala Banys                   | 41° 41′ 30″ N, 2° 49′ 42″ E / 41.69165°N,2.82844°E   | IPA-34044     | Barraques Agrícoles (Lloret de Mar) · Vegeu més fotos d'aquest monument · Carregueu una nova foto d'aquest monument                                       |
| Casa Gallissà, Can Gallissà | BCIL 2021    | Eclecticisme 1888                                               | Lloret de Mar Pl. París, 1 - c. del Carme, 58                          | 41° 42′ 07″ N, 2° 50′ 57″ E / 41.70205°N,2.84909°E   | IPA-34045     | Casa Gallissà (Lloret de Mar) · Vegeu més fotos d'aquest monument · Carregueu una nova foto d'aquest monument                                             |
| Antigues Cotxeres de Can Font i jardí | BCIL 2021    |                                                                 | Lloret de Mar C. Sant Carles, 15 - c. Josep Galceran, 7                | 41° 42′ 01″ N, 2° 50′ 49″ E / 41.70034°N,2.84695°E   | IPA-51068     | Carregueu una nova foto d'aquest monument |
| Casa Roviralta | BCIL 2021    | XX                                                              | Lloret de Mar Paratge Santa Clotilde                                   | 41° 41′ 28″ N, 2° 49′ 36″ E / 41.69107°N,2.82678°E   | IPA-51069     | Carregueu una nova foto d'aquest monument |
| Dues cases d'esbarjo aïllades al conjunt monumental Sant Pere del Bosc                                                                                  | BCIL 2021    | XX                                                              | Lloret de Mar Paratge Sant Pere del Bosc                               |                                                      | IPA-51072     | Carregueu una nova foto d'aquest monument |
| Casa popular de maçoneria | BCIL 2021    | Obra popular                                                    | Lloret de Mar C. Francesc Campderà - passatge de la Creu               | 41° 41′ 53″ N, 2° 50′ 38″ E / 41.69805°N,2.84386°E   | IPA-51073     | Carregueu una nova foto d'aquest monument |
| Casa al carrer Santa Caterina, 12 | BCIL 2021    | Obra popular                                                    | Lloret de Mar C. Santa Caterina, 12, barri de l'Areny                  | 41° 42′ 01″ N, 2° 50′ 57″ E / 41.70031°N,2.84912°E   | IPA-51080     | Carregueu una nova foto d'aquest monument |
| Es Tint de ses Xarxes | BCIL 2021    | Obra popular                                                    | Lloret de Mar Travessia Sant Miquel, 4                                 | 41° 42′ 03″ N, 2° 51′ 07″ E / 41.70078°N,2.85199°E   | IPA-51081     | Carregueu una nova foto d'aquest monument |